# Битва при Аморгосе
Битва при Аморгосе — одно из морских сражений Ламийской войны (323—322 до н. э.) между македонским флотом под командованием Клита Белого и афинским флотом под командованием Эветиона. Хотя известны лишь некоторые детали, ясно, что афиняне потерпели поражение, хотя возможно, что они потерпели несколько поражений. Эта битва считается решающим морским сражением войны, положившим конец афинской талассократии и в дальнейшем — политическому значению.

## Предыстория
Ламийская война (или Эллинская) была широкомасштабным восстанием греческих городов-государств, входивших в Коринфский союз, против македонской власти, начавшимся после смерти Александра Македонского в 323 году н. э.. Греческие полисы никогда не соглашались полностью с македонской гегемонией, навязанной силой оружия после битвы при Херонее, и один из последних указов Александра — указ об изгнанниках от 324 года до н. э. — вызвал открытое недовольство, особенно в Афинах, где подготовка к войне началась ещё до смерти Александра. Указ об изгнанниках, который предусматривал возвращение всех изгнанников и восстановление их гражданства и возвращение им их собственности, был воспринят как прямое нарушение автономии греческих городов-государств Александром. Афиняне, в частности, проигнорировали указ, так как это означало, что на острове Самос, который был афинским владением с 366 г. до н. э. и населённым в том числе афинскими клерухами, афиняне должны были вернуть ссыльных самосцев. Вместо этого они арестовали прибывших самосских олигархов и отправили их в тюрьму в Афины.
Хотя Афины уже были далеко не так могущественны, как в эпоху Второго афинского морского союза и тем более Золотого века Перикла в V веке до н. э., они всё же располагали большими финансовыми ресурсами и флотом, достигавшим 240 или даже 400 военных кораблей. После получения известия о смерти Александра афиняне сыграли ведущую роль в организации союза греков, борющихся за восстановление независимости полисов. Греческие союзники сначала победили союзных македонянам беотийцев, а затем — в результате предательства фессалийской конницы — и македонского наместника Греции, Антипатра, заставив его отступить в укреплённый город Ламия, где союзники осадили его. Антипатр обратился с требованием о военной и морской поддержке к другим частям Македонской империи. В результате в то время как Антипатр был осаждён в Ламии, в Эгейском море начались военные действия между македонянами под командованием Клита Белого и афинянами под командованием Эветиона, который поначалу пытался воспрепятствовать шедшему на помощь македонянам подкреплению перейти из Малой Азии в Европу через Геллеспонт.

## Исторические источники и битва
Основными источниками по морским сражениям времен Ламийской войны являются Диодор Сицилийский, и в меньшей степени Плутарх. Несмотря на важную роль морских сражений в войне, источники описывают их кратко и отрывочно, и неизвестно даже точное количество и место морских сражений. Диодор Сицилийский (XVIII.15.8-9) коротко рассказывает о морской кампании Клита, командовавшего македонским флотом, насчитывавшим двести сорок кораблей. Клит одержал победу над афинским флотоводцем Эветионом в двух морских сражениях и уничтожил большое количество кораблей противника близ Эхинадских островов. Кроме того, Паросская хроника, начертанная на мраморе в Паросе, сообщает о битве у острова Аморгос, в которой победу одержали македоняне, а другие надписи, датирующиеся примерно 320 до н. э., относятся к битве при Абидосе на Геллеспонте.
Из труда Диодора неясно, было ли два или три сражения, что привело к нескольким интерпретациям современными исследователями. В традиционной реконструкции событий утверждается, что первой была битва при Геллеспонте, согласно надписи, выигранная македонянами, что позволило их армии переправиться в Европу. За этим последовали битва при Аморгосе и третья битва при Эхинадских островах, относительно места которой мнения расходятся. Некоторые современные ученые вслед за А. Б. Босвортом считают, что пассаж Диодора не обобщает всю морскую кампанию войны, а относится к отдельному театру военных действий в Ионическом море; исход войны там был решён в двух боях при Эхинадских островах весной 322 года до н. э. Они помещают битву при Аморгосе после битв при Эхинадах.
Многие учёные считают, что Клит, который вёл флот из Леванта, не был на Геллеспонте. Таким образом, битва при Аморгосе была не прямым продолжением Геллеспонтской кампании, потому что он входил в Эгейское море с юго-востока. Это будет также соответствовать тексту Диодора о том, что Клит сражался только в двух битвах, то есть при Аморгосе и Эхинадских островах. В любом случае очевидно, что когда два флота встретились, Клит с его 240 кораблями имел значительное численное преимущество над афинским флотом. Несмотря на полную мобилизацию своих сил, афиняне не смогли найти достаточное количество экипажей для всего около 170 боевых кораблей, отдавая предпочтение укомплектованию двух пентер и имевшихся тетрер, в то время как остальной флот составляли триеры.
Согласно Паросской хронике, сражение произошло в конце архонтства Кефисодора, то есть в конце мая или в июне 322 до н. э.; возможно, по данным Н. Г. Эштона (The Annual of the British School at Athens 172, 1977, с. 10-11), не позднее 26 или 27 июня. О ходе самой битвы, которая часто характеризуется учёными как «решающая морская битва Ламийской войны», сохранилось мало сведений. Афиняне потерпели полное поражение, но их потери не должны были быть высокими: Плутарх передаёт насмешливые замечания Клита, что он позиционировал себя как «Посейдон», хотя потопил только три или четыре корабля, и афинянам позволили буксировать их обломки домой, что было необычной уступкой, поскольку владение этими останками было обычно трофейным знаком. Действительно, зрелища гребной буксировки афинским флотом обломков домой было достаточно, чтобы отправить вперед в Афины ложное сообщение, что его флот уже одержал победу. Афиняне праздновали победу в течение двух или трех дней, прежде чем флот прибыл в город и правда стала известна. По мнению Джона Хейла, такой исход битвы мог быть в том случае, если только Эветион сдался только после того, как начался бой, и заверил Клита, что Афины - больше не проблема Македонии в море. Такой поступок можно объяснить, учитывая преимущественно негативное отношение к войне афинской аристократии, к которой принадлежал и Эветион, представлявший командующих флотами и триерархов.

## Последствия
Хотя основная часть афинского флота смогла бежать из Аморгоса, впоследствии афиняне понесли тяжёлые потери в последующей битве при Эхинадах, которую большинство учёных помещают между битвой при Аморгосе и поражением греческих союзников на суше при Кранноне в августе. Эти последовательные поражения привели афинян к необходимости искать мира. Условиями были лишение гражданских прав и изгнание из города 12 тысяч беднейших граждан (фетов) и ограничение избирательных прав для богатых граждан, что положило конец афинской демократии. Кроме того, Антипатр поставил македонский гарнизон на холме Мунихии в Пирее, что ознаменовало конец афинской морской мощи и политической независимости.
Битва при Аморгосе предложена современными учёными в качестве одного из трёх возможных морских сражений наряду с битвой при Саламине (306 до н. э.) и Битва при Косе (261/255 до н. э.), в честь которая была возведена статуя Ники Самофракийской.